# SSG 82
SSG 82（Scharfschützengewehr 82, 「82年式狙撃銃」）は、ドイツ民主共和国（東ドイツ）で開発されたボルトアクション式狙撃銃である。同国の対テロ特殊部隊への配備を想定して開発された。

## 概要

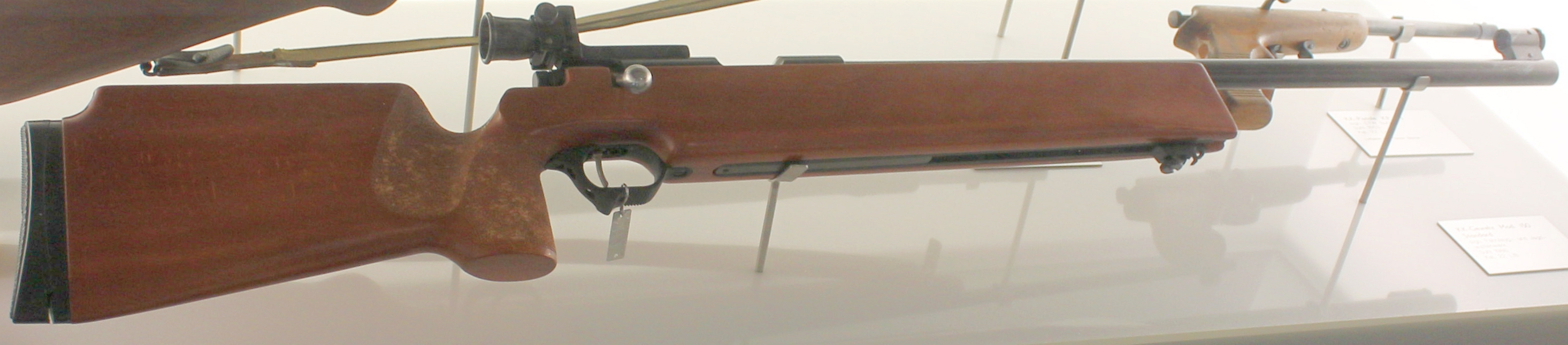
小口径標準銃150

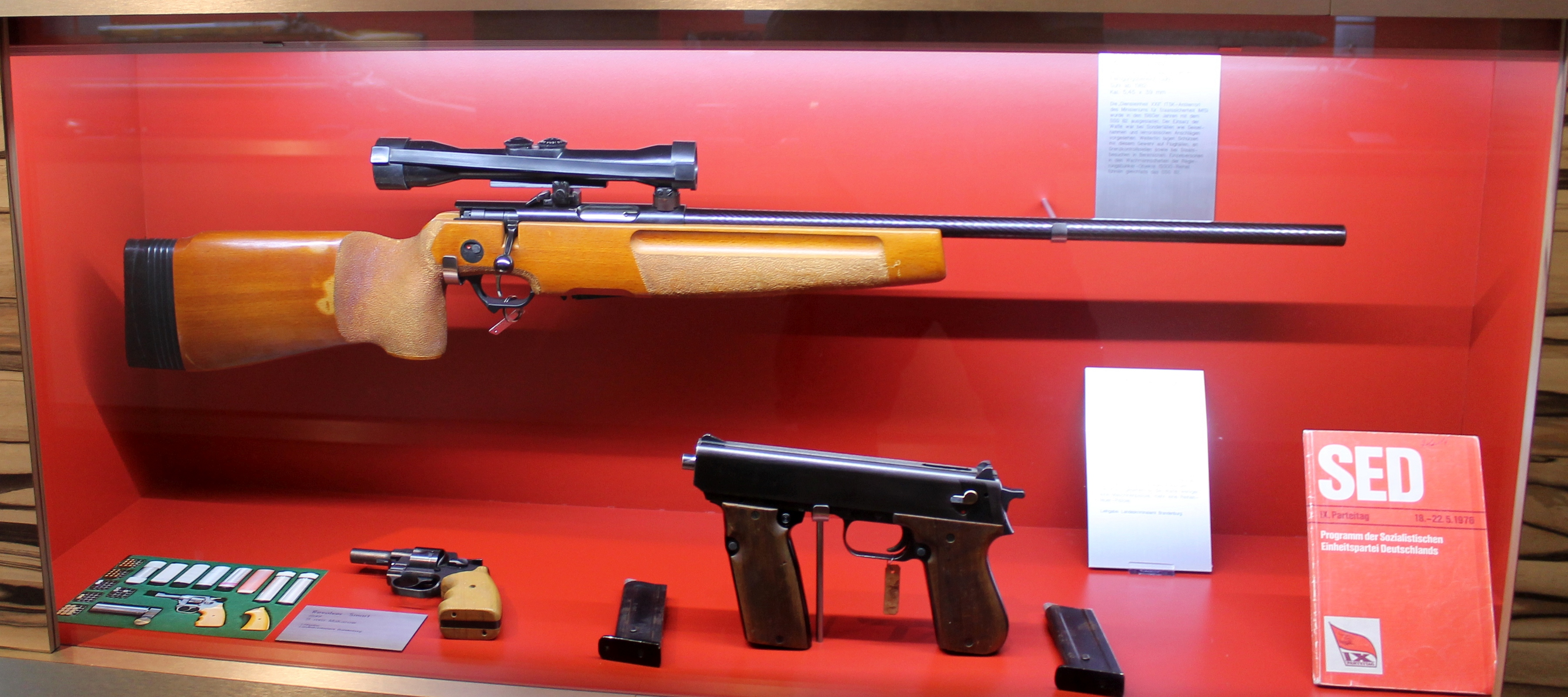
SSG 82。共に展示されているのは第9回党大会機関拳銃とスマート・リボルバー

前身となったのは、同じくズールーで製造されていた小口径標準銃150（Kleinkaliber-Standardgewehr 150）というライフルである。
1970年代末、国家保安大臣にして狩猟家でもあったエーリッヒ・ミールケは、国家保安省で採用されていたソ連邦製ドラグノフ狙撃銃の性能が不十分であると指摘した。彼の命令のもと、ズールのエルンスト・テールマン車両及び猟銃工場にて、国家保安省所属特殊部隊への配備を想定した新型狙撃銃の設計が開始される。
ミールケが発案者だったこともあり、計画の重要度は極めて高く、また極秘扱いとされていた。設計はテールマン工場内に設置された「国家人民軍中央検査局」（Nationale Volksarmee – ZAB-Stelle）なる秘匿名称で偽装された国家保安省の拠点にて秘密裏に行われた。中央検査局は新型狙撃銃設計のため特別に新設された施設で、1980年4月に着工する予定だったが、国家保安省が用地を確保したのは5月に入ってからで、最終的に3階建ての建物が引き渡されたのは1981年10月7日のことだった。組織としては国家保安省の火器・化学部門の元に属した。
SSG 82は、冷間鍛造されたフリーフローティングバレルを採用している。銃床は小口径標準銃シリーズとよく似た形状で、独立したピストルグリップを備える。台尻は前後幅および高さが調整可能だった。
ボルトには4つのロッキングラグがあり、およそ60度回転する。トリガープルも350グラム重から±50グラム重の幅で調整可能だった。スライド式の安全装置は右側面の引き金直上に設けられていた。
照準器は人民公社カール・ツァイス・イェーナ製4倍スコープ（„Ziel4/S“ 4×32 ZF, Absehen 1）で、ズールー製ライフルに共通して設けられていたピボットマウントに取り付けられた。暗視スコープや消音器の設計も計画されたが、実現しなかった。
SSG 82はワルシャワ条約機構軍の標準小銃弾5.45x39mm弾（M75弾）を使用し、特にSSG 82用に調整された狙撃用弾を用いた場合、銃口初速は980m/sであった。
1989年までに少なくとも1,895丁が製造され、大半はドイツ再統一後にドイツ連邦軍が接収した。

## 運用
国家保安省第22局（Hauptabteilung XXII）所属の対テロ部隊（Antiterror-Diensteinheit）、内務省所属の武装職員、人民警察機動隊の特殊部隊などで採用されていた。